# Wszywaki

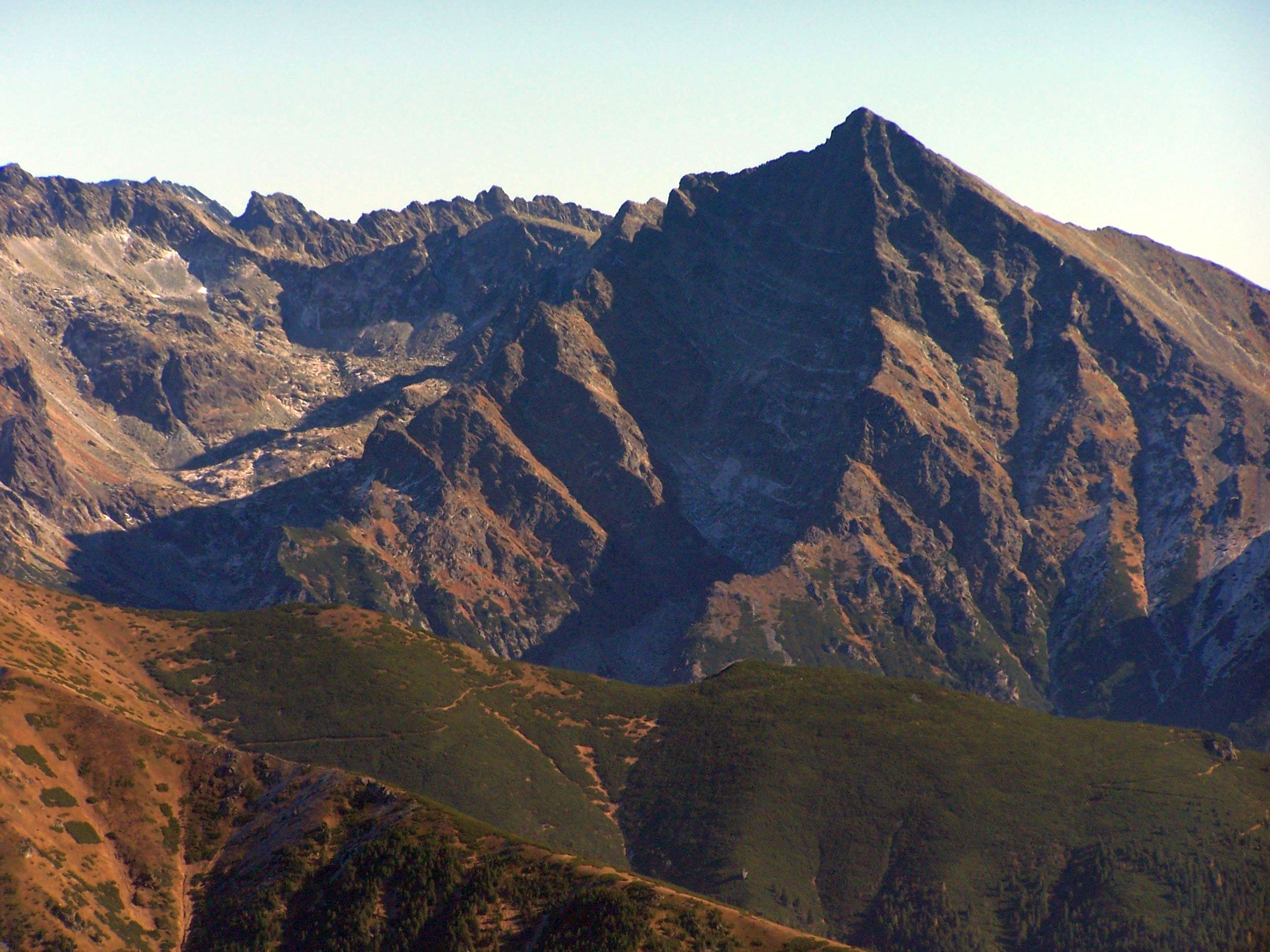
U góry Krywań, poniżej niego dwa garby Wszywaków z widoczną ścieżką

Wszywaki (słow. Všiváky) – południowy odcinek Liptowskich Kop w słowackich Tatrach Wysokich. Jest przedłużeniem południowej grani Krzyżnego Liptowskiego (2039 m), oddzielony od niego Krzyżną Przełęczą Wyżnią (ok. 1785 m). Grań Wszywaków oddziela Dolinę Koprową od Doliny Krzyżnej. Ma długość kilkuset metrów i dwa kopulaste wzniesienia oddzielone szerokim i płytko wciętym siodłem. Dolnym przedłużeniem Wszywaków jest Opalone.
Grań Wszywaków w górnej części jest silnie zarośnięta kosodrzewiną, w dolnej lasem. Ku wschodowi, do dna Doliny Koprowej opada stromy stok z licznymi skałami. Na zboczu tym zarówno kosodrzewina, jak i las są rzadkie, silnie przetrzebione. To skutek dawnych pożarów. Po pożarach tych pozostała również nazwa Opalonego. Z południowego garbu do Doliny Koprowej opada ściana o wysokości około 40 m, będąca jedną z nielicznych ścian w masywie Liptowskich Kop. Ku zachodniej natomiast stronie, do Doliny Krzyżnej opada wypukłość na której kosodrzewina tworzy nieprzebyty gąszcz. Na początku XX wieku wycięto w nim ścieżkę, która z Krzyżnej Polany bardzo łagodnymi i długimi zakosami prowadzi na południowy garb Wszywaków. Podobnie jak i inne ścieżki w masywie Liptowskich Kop, ścieżka ta wykonana została głównie dla potrzeb myśliwych. Dawniej poprowadzono nią także zielono znakowany szlak turystyczny. Od 1949 r. jednak cały rejon Kop Liptowskich stanowi obszar ochrony ścisłej TANAP-u z zakazem wstępu – ale nie dla myśliwych (świadczą o tym nadal istniejące i remontowane ambony i domki myśliwskie).
Nazwa Wszywaki pochodzi od słowackiej nazwy gnidosza Hacqueta – všivec Hacquetov

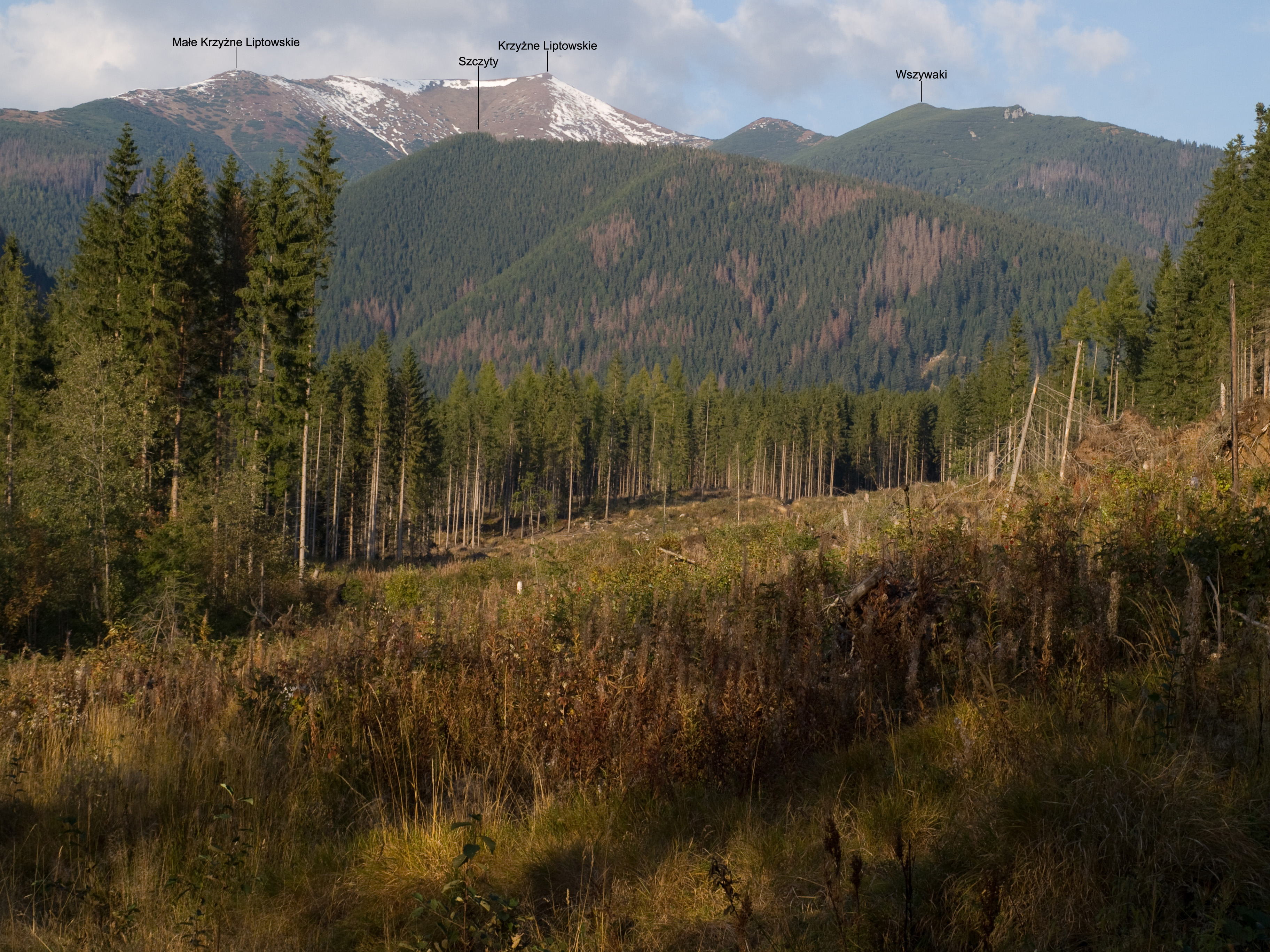
Widok z okolic Podbańskiej